# Bibliothek ungelesener Bücher
Die Bibliothek ungelesener Bücher ist eine von Julius Deutschbauer 1997 als Kunstprojekt gegründete nomadische Bibliothek. Sie umfasst Werke, die von ihren Besitzern nicht gelesen, aber in 20-minütigen Interviews mit Julius Deutschbauer beschrieben werden.

## Konzept
In der Bibliothek werden die digital aufgezeichneten Gespräche und die ungelesenen Bücher aufbewahrt und für Besucher zugänglich gemacht. Es werden in der Bibliothek regelmäßig Veranstaltungen zum Thema Lesen und Handarbeiten abgehalten.
Das erste Interview führte Deutschbauer 1997 in Basel. Bisher wurden ca. 730 Personen befragt (Stand März 2023), darunter viele bekannte Persönlichkeiten wie: H.C. Artmann, Bazon Brock, Reto Hänny, Erwin Wurm, Christoph Schlingensief, Werner Kofler und Peter Waterhouse. Das häufigste Buch in der Bibliothek ist Der Mann ohne Eigenschaften von Robert Musil; aber auch Werke von Karl Marx und Adolf Hitler finden sich weit oben auf der Liste der ungelesenen Bücher. Selbst zu seinem Projekt befragt wurde Deutschbauer unter anderem im Literatur-Café.
Die Bibliothek wird regelmäßig in diversen Museen und Kunsteinrichtungen ausgestellt und war unter anderem bereits in der Kunsthalle Wien, im Wiener Museumsquartier, in den Hamburger Kammerspielen, im Palais des Beaux Arts in Brüssel, im Austrian Cultural Forum in New York und im Robert Musil Literaturmuseum sowie in der Landesgalerie Linz zu sehen. Unterschiedliche Bildmotive zu den einzelnen Präsentationen befinden sich unter anderem in der Plakatsammlung der Zürcher Hochschule der Künste / Museum für Gestaltung Zürich.

## Rezeption
Für Aleida Assmann dokumentiert die Installation „den prekären Zustand der Bildung in der Gegenwart“, indem sie „zeigt, dass der Kanon der Bildung immer mehr zu einer negativen Hohlform geworden ist, die nur noch als ein unerfüllter Anspruch aufrecht erhalten wird“.